# Aprenentatge automàtic automatitzat

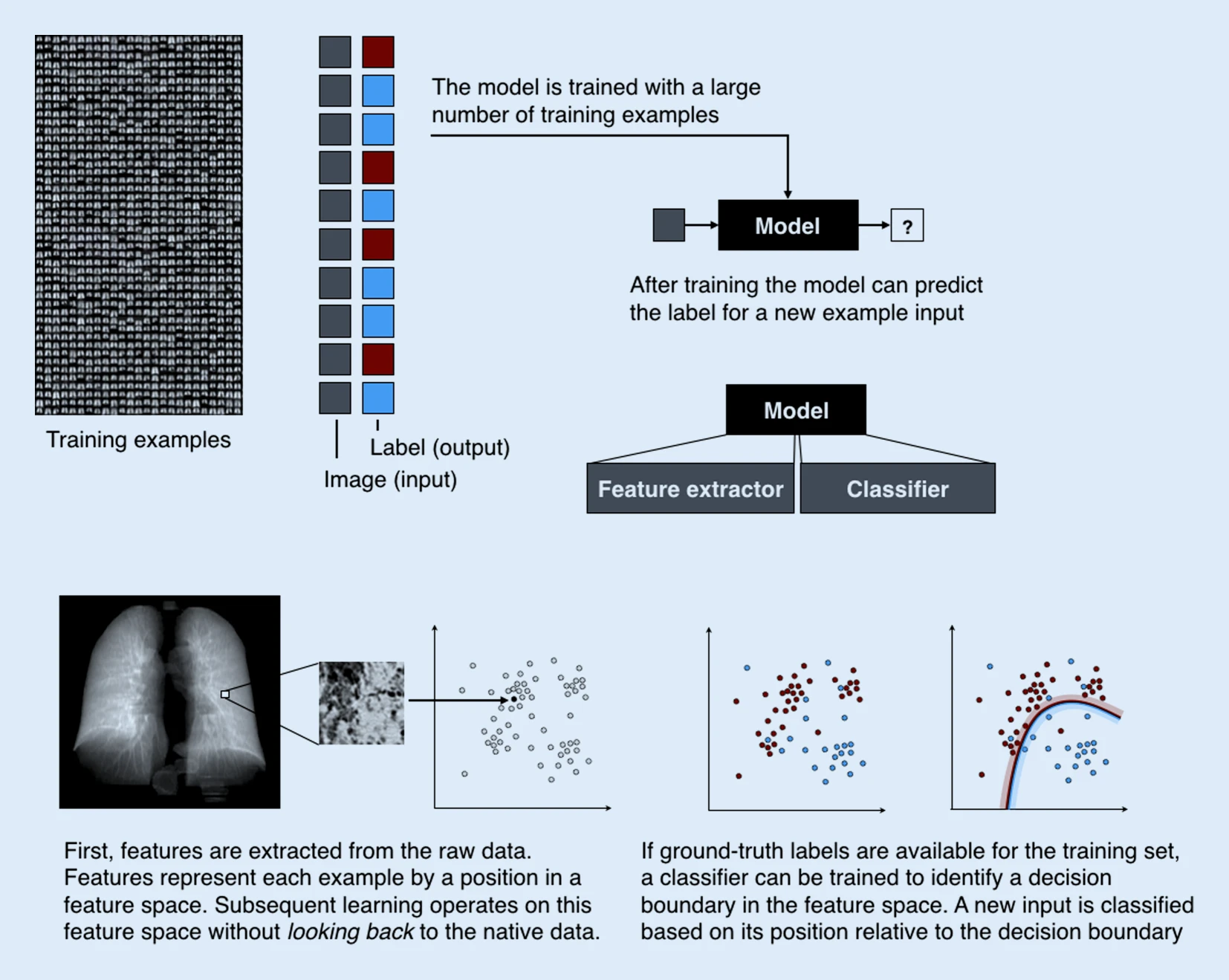
Automated machine learning

L'aprenentatge automàtic automatitzat (amb acrònim anglès AutoML) és el procés d'automatització de les tasques d'aplicació de l'aprenentatge automàtic a problemes del món real. AutoML inclou potencialment totes les etapes des de començar amb un conjunt de dades en brut fins a la creació d'un model d'aprenentatge automàtic preparat per al desplegament. AutoML es va proposar com una solució basada en intel·ligència artificial per al repte creixent d'aplicar l'aprenentatge automàtic. L'alt grau d'automatització d'AutoML pretén permetre que els no experts facin ús de models i tècniques d'aprenentatge automàtic sense requerir que esdevinguin experts en aprenentatge automàtic. L'automatització del procés d'aplicació de l'aprenentatge automàtic d'extrem a extrem ofereix, a més, els avantatges de produir solucions més senzilles, una creació més ràpida d'aquestes solucions i models que sovint superen els models dissenyats a mà. Les tècniques habituals utilitzades a AutoML inclouen l'optimització d'hiperparàmetres, el metaaprenentatge i la cerca d'arquitectura neuronal.
En una aplicació típica d'aprenentatge automàtic, els professionals tenen un conjunt de punts de dades d'entrada que s'utilitzaran per a la formació. És possible que les dades en brut no tinguin una forma a la qual es puguin aplicar tots els algorismes. Perquè les dades siguin aptes per a l'aprenentatge automàtic, és possible que un expert hagi d'aplicar mètodes de preprocessament de dades, enginyeria de funcions, extracció de funcions i selecció de funcions adequats. Després d'aquests passos, els professionals han de realitzar la selecció d'algorismes i l'optimització d'hiperparàmetres per maximitzar el rendiment predictiu del seu model. Si s'utilitza l'aprenentatge profund, l'arquitectura de la xarxa neuronal també l'ha de triar l'expert en aprenentatge automàtic.
Cadascun d'aquests passos pot ser un repte, la qual cosa comporta obstacles importants per utilitzar l'aprenentatge automàtic. AutoML pretén simplificar aquests passos per als no experts i facilitar-los l'ús de tècniques d'aprenentatge automàtic de manera correcta i eficaç.
AutoML té un paper important dins de l'enfocament més ampli de l'automatització de la ciència de dades, que també inclou tasques difícils com ara l'enginyeria de dades, l'exploració de dades i la interpretació de models.
L'aprenentatge automàtic automàtic pot orientar-se a diverses etapes del procés d'aprenentatge automàtic. Els passos per automatitzar són:
- Preparació i ingesta de dades (a partir de dades en brut i formats diversos).
  - Detecció de tipus de columna; p. ex., booleà, numèric discret, numèric continu o text.
  - Detecció d'intencions de columna; p. ex., objectiu/etiqueta, camp d'estratificació, característica numèrica, característica de text categòric o característica de text lliure.
  - Detecció de tasques; per exemple, classificació binària, regressió, agrupació o classificació.
- Enginyeria de característiques.
  - Selecció de funcions.
  - Extracció de característiques.
  - Meta-aprenentatge i transferència d'aprenentatge.
  - Detecció i tractament de dades esbiaixades i/o valors que falten.
- Selecció de models: triar quin algorisme d'aprenentatge automàtic s'utilitza, sovint incloent múltiples implementacions de programari competidores.
- Ensamblatge : una forma de consens on l'ús de models múltiples sovint dona millors resultats que qualsevol model únic.
- Optimització d'hiperparàmetres de l'algoritme d'aprenentatge i caracterització.
- Selecció de canalització sota restriccions de temps, memòria i complexitat.
- Selecció de mètriques d'avaluació i procediments de validació.
- Problema en la comprovació.
  - Detecció de fuites.
  - Detecció d'errors de configuració.
- Anàlisi dels resultats obtinguts.
- Creació d'interfícies d'usuari i visualitzacions.